# Agrilus rubrovittatus
Agrilus rubrovittatus es una especie de insecto del género Agrilus, familia Buprestidae, orden Coleoptera. Fue descrita científicamente por Waterhouse, 1889.
Se encuentra en el sudoeste de Estados Unidos y en México. Los adultos se encuentran en  Muhlenbergia longiligula.